# Sønder Alslev Kirke
Sønder Alslev Kirke er beliggende på Østfalster i landsbyen Sønder Alslev. Administrativt ligger den i Falster Provsti og Guldborgsund Kommune. Indtil kommunalreformen i 2007 lå den i Stubbekøbing Kommune, Storstrøms Amt og Falster Østre Provsti

## Eksterne kilder og henvisninger
- Wikimedia Commons har flere filer relateret til Sønder Alslev Kirke
- Sønder Alslev Kirke hos KortTilKirken.dk
- Sønder Alslev Kirke hos danmarkskirker.natmus.dk (Danmarks Kirker, Nationalmuseet)